# Deporte en África
El fútbol de asociación (también conocido como fútbol) es el deporte más popular en casi todos los países africanos, y en 2010 Sudáfrica se convirtió en la primera nación africana en organizar la Copa Mundial de la FIFA.
Algunas naciones africanas, como Kenia y Etiopía, son muy dominantes en carreras de larga distancia, mientras que países del norte de África como Argelia, Egipto y Túnez son dominantes en el balonmano, y países como Zimbabue. El rugby y el golf son razonablemente populares en algunos países africanos, aunque el rugby es muy popular en Sudáfrica.

### Infraestructura
La falta de deportes internacionales en África se debe a la falta de infraestructura.

## Deportes de equipo

### Baloncesto
El baloncesto también es popular en todo el continente, con resultados notables en Nigeria, Túnez, Egipto, Senegal, Costa de Marfil, Camerún y Angola.

### Cricket
El cricket es un deporte de verano popular en el Reino Unido y se ha exportado a otras partes del antiguo Imperio Británico. El cricket tiene sus orígenes en el sureste de Gran Bretaña. Es popular en Inglaterra y Gales, y partes de los Países Bajos, y en otras áreas del mundo, especialmente en el sur de África, Australia, Nueva Zelanda y el subcontinente indio. Se juega para probar el nivel de cricket en Sudáfrica y Zimbabue, con resultados notables en Kenia y Namibia.

### Fútbol
El fútbol de asociación (también conocido como fútbol) es el deporte más popular en casi todos los países africanos. Los equipos de clubes africanos compiten en la Liga de Campeones de la CAF y la Copa Confederación de la CAF. Los equipos nacionales africanos compiten en la Copa Africana de Naciones y también en el Campeonato Africano de Naciones para equipos locales.

### Hockey sobre hielo
El hockey sobre hielo es un deporte minoritario en África, en el que solo participan unos pocos países africanos.

### Rugby
La unión de rugby es popular en Sudáfrica y otros países como Marruecos, Namibia, Zimbabue y Costa de Marfil. La principal competencia en el continente es la Copa de África que contiene los equipos en el primer nivel de rugby africano, y el Trofeo de Desarrollo Africano contiene los equipos en el segundo nivel. Solo el equipo de rugby de Sudáfrica compite en el torneo intercontinental, The Rugby Championship.

### Otros deportes
El balonmano y el voleibol son populares, especialmente en el norte de África. Otros deportes de equipo como el waterpolo, el hockey sobre patines y el hockey sobre césped también son populares en algunos países de África oriental y sudafricana.

## Deportes individuales
Los deportes individuales también son muy importantes. África tiene una importante competencia multideportiva llamada Juegos Panafricanos que comenzó en 1965 y se celebró en Brazzaville, República del Congo.

### Atletismo
El atletismo es una de las principales competiciones individuales en África. La disciplina ha sido parte de los Juegos Africanos desde 1965. El Campeonato Africano de Atletismo se lleva a cabo semestralmente desde 1979. El Campeonato Africano de Campo A Través se celebró por primera vez en 1985 y más tarde desde 2011. El Campeonato Africano de Running de Montaña se celebra desde 2009.
Además, se han celebrado varias ediciones de los Campeonatos Mundiales de Cross Country de la IAAF en África. El Encuentro Internacional Mohammed VI d'Athlétisme de Rabat se ha celebrado en Marruecos desde 2008 como parte del IAAF World Challenge y la IAAF Diamond League. Anteriormente, el Gran Premio de la reunión IAAF de Dakar fue parte del Gran Premio de la IAAF y el Desafío Mundial de la IAAF. El Maratón de Ciudad del Cabo se convirtió en un evento de la IAAF Silver Label en 2014 y en un evento de la IAAF Gold Label en 2017.
Kenia y Etiopía han dominado el atletismo en los Juegos Olímpicos de verano desde la década de 1960, especialmente en las carreras de media y larga distancia.

### Ciclismo
La competencia de ciclismo de ruta UCI Africa Tour se lleva a cabo desde 2005.
The Dimension Data, anteriormente MTN-Qhubeka, fue el primer equipo africano en ingresar a los Grand Tours en 2015. Los miembros notables del equipo incluyen a Jacques Janse van Rensburg y Youcef Reguigui.
Kenia y Ruanda son fuerzas en ascenso en el ciclismo mundial.

### Golf
El golf es un deporte minoritario en África. El Sunshine Tour tiene su sede en Sudáfrica, pero también visita otros países vecinos. Varios torneos han sido sancionados conjuntamente por el European Tour, como el Open de Sudáfrica, el Campeonato sudafricano de PGA, el Campeonato Alfred Dunhill, el Nedbank Golf Challenge, el Africa Open, el Joburg Open, el Tshwane Open.
Los golfistas africanos notables incluyen a Bobby Locke, ganador del Abierto Británico cuatro veces en 1949, 1950, 1952 y 1957; Gary Player, ganador del British Open en 1959, 1968 y 1974, The Masters en 1961, 1974 y 1978, el PGA Championship en 1962 y 1972 y el US Open en 1965; Ernie Els, ganador del Abierto de Estados Unidos de 1994, 1997 y del Abierto Británico de 2002; Nick Price, ganador del PGA Championship de 1992 y 1994 y del Abierto Británico de 1994; Retief Goosen; Trevor Immelman; Louis Oosthuizen y Charl Schwartzel.

### Tenis
El tenis es un deporte minoritario en África.

## Deportes de combate
También hay importantes competiciones de artes marciales y deportes de combate en el continente.

### Boxeo
Louis Phal fue el primer campeón mundial de boxeo africano. Serían otras 4 décadas para otro campeón mundial de boxeo en la forma de Richard Ihetu. Mientras tanto, había poco marco administrativo para el boxeo profesional en África hasta 1973, cuando representantes de nueve naciones africanas crearon la Unión Africana de Boxeo. El 30 de octubre de 1974, Muhammad Ali y George Foreman lucharon por un título de peso pesado en Zaire que se conoció como Rumble in the Jungle.
África ha producido muchos campeones mundiales, con Azumah Nelson el más conocido.

### Judo
África aún tiene que producir un ganador en el judo mundial. El Campeonato Africano de Judo es el evento de judo más importante en África.

### Karate
El karate se introdujo por primera vez en África en la década de 1960. La Unión de la Federación Africana de Karate está a cargo del karate en África.

### Artes marciales mixtas
Sudáfrica acoge el Extreme Fighting Championship Worldwide (anteriormente conocido como EFC Africa). Es la organización número uno de artes marciales mixtas en el continente africano.
EFC Africa 01 tuvo lugar en The Coca-Cola Dome en Northgate, Johannesburgo, el 12 de noviembre de 2009 y ahora se ve en 110 países, incluidos Estados Unidos, Canadá, el Caribe y toda Europa. EFC Africa 19, que se celebró en Carnival City en Johannesburgo el 19 de abril de 2013, superó otras clasificaciones deportivas africanas con un récord de más de 1.8 millones de visitas con el 31.3% de la audiencia total de televisión sudafricana (SABC, e.tv y DStv combinados) . Estas son las calificaciones más altas en la historia de EFC, superando el récord de EFC África 12 de 1.6 millones de visitas y 25.9% de participación de audiencia.

### Taekwondo
El Taekwondo está creciendo a medida que más personas compiten en los Juegos Olímpicos. África está emergiendo como una potencia en el Taekwondo. Taekwondo está dirigido por la Unión Africana de Taekwondo.

## Juegos Olímpicos de Invierno
Muchas personas de la diáspora africana representan a las naciones africanas en los Juegos Olímpicos de Invierno.

## Eventos
Sudáfrica fue sede de la Copa Mundial de Rugby de 1995, la Copa Mundial de Cricket 2003 y la Copa Mundial FIFA 2010. África ha acogido seis ediciones de los Juegos Panárabes y cinco ediciones de los Juegos Mediterráneos. Durban, Sudáfrica, fue anunciado como anfitrión de los Juegos de la Commonwealth 2022 en 2015, pero se les negó como anfitriones en 2017.
Los torneos continentales notables son los Juegos Africanos, la Copa Africana de Naciones, la Liga de Campeones de la CAF, los Campeonatos Africanos de Atletismo, el Campeonato Africano de Rally y el Sunshine Tour.